# Amt Frankenberg-Sachsenburg
Das Amt Frankenberg-Sachsenburg (auch: Amt Frankenberg mit Sachsenburg oder: Amt Sachsenburg mit Frankenberg) war eine im Erzgebirgischen Kreis gelegene territoriale Verwaltungseinheit des Kurfürstentums Sachsen. 
Bis zum Ende der sächsischen Ämterverfassung im Jahr 1856 bildete es den räumlichen Bezugspunkt für die Einforderung landesherrlicher Abgaben und Frondienste, für Polizei, Rechtsprechung und Heeresfolge. 

## Geographische Ausdehnung
Das Gebiet des Amts Frankenberg-Sachsenburg mit der Burg Sachsenburg und der Stadt Frankenberg befand sich nordöstlich der Stadt Chemnitz im heutigen Landkreis Mittelsachsen. Das Amt wurde im Westen von der  Zschopau begrenzt. 1830 kam das Gebiet nordwestlich des Amts mit der Stadt Mittweida zum Verwaltungsgebiet hinzu.

## Angrenzende Verwaltungseinheiten
| Herrschaft Neusorge, ab 1610 zum Amt Augustusburg | Amt Rochlitz                                | Amt Nossen, Amt Leisnig (Herrschaft Arnsdorf) |
| Amt Lichtenwalde                                  | Kompassrose, die auf Nachbargemeinden zeigt | Amt Nossen                                    |
|                                                   | Amt Augustusburg                            |                                               |

## Geschichte

### Die Anfänge des Amts Sachsenburg
Die Anfänge des Amts Frankenberg-Sachsenburg liegen in der alten Herrschaft Sachsenburg, dessen Gebiet im 13. Jahrhundert zur Pflege Freiberg gehörte. 1197 sind die Herren von Sachsenburg das erste Mal urkundlich erwähnt. Das sich schnell zur Stadt entwickelnde Dorf Frankenberg wurde 1150 gegründet, die Burg Sachsenburg ist um 1210/30 entstanden. Bauherren waren wahrscheinlich die Herren von Mildenstein, welche durch das Kloster Hersfeld mit dem Gebiet belehnt waren.
Die Herrschaft mit Burg Sachsenburg und der Stadt Frankenberg ging im Jahre 1322 in den Besitz der Wettiner über, nachdem Markgraf Heinrich der Erlauchte die Herrschaft im Zusammenhang mit dem Mildensteiner Zehntenstreit zerschlagen ließ. Nach dem Ende einer reichen Bergbauepoche im Gebiet verkauften die Wettiner die Burg 1364 an zwei Döbelner Ritter.  1368 erwarben die Herren von Schönberg die Herrschaft. Nach 1473 formte sich durch mehrere Erbteilungen das Gebiet des Amtes Sachsenburg heraus. 1482 begann der Umbau der Burg Sachsenburg in ein Schloss.
Seit der Leipziger Teilung 1485 gehörte das Gebiet um die Sachsenburg zur albertinischen Linie der Wettiner.

### Die wettinischen Ämter Frankenberg und Sachsenburg
Die Nachkommen der Familie von Schönberg konnten die Herrschaft Sachsenburg mit der Stadt Frankenberg nur bis 1610 in Besitz halten. Nach dem Tod der Söhne von Caspar von Schönberg wurde die Herrschaft unter zwei Neffen geteilt. Im Januar 1610 kaufte der Kurfürst Johann Georg I. das Amt Frankenberg auf. Im  März 1610 wurde das schwer verschuldete Amt Sachsenburg an den Kurfürsten Johann Georg I. verkauft. 

### Das Doppelamt Frankenberg-Sachsenburg
Für die Verwaltung des Amts Sachsenburg setzte Kurfürst Johann Georg I. einen eigenen Amtsverwalter ein. Das Amt Frankenberg wurde durch einen Beamten des Kammerguts Lichtenwalde verwaltet. Diese westlich angrenzende Herrschaft Lichtenwalde war erst 1592 als kurfürstliches Amt eingerichtet worden. 
Im Jahr 1633 wurden die Ämter Frankenberg und Sachsenburg zum Amt Frankenberg-Sachsenburg vereinigt. Eine Vielzahl an Sonderregelungen blieben jedoch bestehen und der Amtssitz wechselte häufig. Nachdem das Amt Lichtenwalde durch Gebietstausch wieder eine Grundherrschaft geworden war, kam dieses ab 1696 unter die Verwaltung des Amts Frankenberg-Sachsenburg.
Ab 1783 wurde das Amt Frankenberg-Sachsenburg unter Bewahrung einer weitestgehenden Eigenständigkeit mit dem Amt Chemnitz unter einem Justizamtmann vereinigt. Die Verwaltung des Amts Lichtenwalde ging auf das Amt Augustusburg über. Für einige Bereiche war aber das Amt Frankenberg-Sachsenburg weiterhin zuständig. Es bestand bis 1856. 
Kurz vor seiner Auflösung erfuhr es nach 1830 gen Nordwesten eine Gebietserweiterung in den Raum um die Stadt Mittweida hinein. Zum Amt Frankenberg-Sachsenburg kamen die drei Orte der Exklave des Ritterguts Ringethal (Kreisamt Freiberg), zwei Orte der Exklave des Erbamts Meißen bei Mittweida, die neun Orte der Herrschaft Neusorge (Amt Augustusburg), die Exklave Lauenhain (Amt Nossen) und vier Orte mit der Stadt Mittweida (Amt Rochlitz) hinzu.

## Zugehörige Orte

### Amt Frankenberg-Sachsenburg
Städte
- Frankenberg (vor 1633 zum Amt Frankenberg)

Dörfer, die vor 1633 zum Amt Frankenberg gehörten
- Altenhain
- Gunnersdorf
- Hausdorf

Dörfer, die vor 1633 zum Amt Sachsenburg gehörten
- Sachsenburg
- Dittersbach
- Mühlbach
- Neudörfchen
- Seifersbach

Burgen
- Burg Sachsenburg

### Amt Lichtenwalde (1696–1784 zum Amt Frankenberg-Sachsenburg gehörig)
Dörfer
| - Auerswalde (Lichtenwalder Anteil) - Auerswalde (Rochlitzer Anteil; ab 1832) - Braunsdorf - Ebersdorf - Nieder-Garnsdorf (ab 1832) | - Ober-Garnsdorf - Gückelsberg - Lichtenwalde - Merzdorf - Niederlichtenau | - Niederwiesa - Oberlichtenau - Oberwiesa - Ortelsdorf - Ottendorf |

Schlösser
- Schloss Lichtenwalde

### Orte angrenzender Ämter, die ab 1832 dem Amt Frankenberg-Sachsenburg angegliedert wurden
Orte der Herrschaft Neusorge (vor 1832 zum Amt Augustusburg gehörig)
| - Zschöppichen mit dem Schloss Neusorge - Altmittweida (Neusorger Anteil) - Biensdorf - Dreiwerden | - Frankenau - Krumbach - Schönborn - Ober-Thalheim |

Orte der Herrschaft Ringethal (vor 1832 als Exklave zum Kreisamt Freiberg gehörig)
- Ringethal
- Falkenhain
- Hermsdorf

Orte, die vor 1832 zum Amt Rochlitz gehörten
- Stadt  Mittweida
- Liebenhain
- Neudörfchen (Mittweida)
- Weinsdorf

Orte, die zwischen 1764 und 1832 als Exklaven zum Kreisamt Meißen gehörten
- Kockisch
- Rößgen

Orte, die vor 1836 als Exklave zum Amt Nossen gehörten
- Lauenhain